# Mustalampi (sjö i Finland, Norra Österbotten)
Mustalampi är en sjö i Finland. Den ligger i kommunen Pyhäntä i landskapet Norra Österbotten, i den centrala delen av landet, 500 km norr om huvudstaden Helsingfors. Mustalampi ligger 129,9 meter över havet. Arean är 8,8 hektar och strandlinjen är 1,19 kilometer lång. Sjön  ingår i Siikajokis huvudavrinningsområde.   I omgivningarna runt Mustalampi växer i huvudsak blandskog.